# Kai Wissmann
Kai Wissmann (* 22. Oktober 1996 in Villingen-Schwenningen) ist ein deutscher Eishockeyspieler, der seit Juni 2023 erneut bei den Eisbären Berlin aus der Deutschen Eishockey Liga (DEL) unter Vertrag steht und dort auf der Position des Verteidigers spielt. Bei den Eisbären war Wissmann bereits zuvor acht Jahre lang aktiv und wurde in den Jahren zwischen 2021 und 2025 insgesamt viermal Deutscher Meister. Eine Spielzeit verbrachte er in der Organisation der Boston Bruins aus der National Hockey League (NHL).

## Karriere

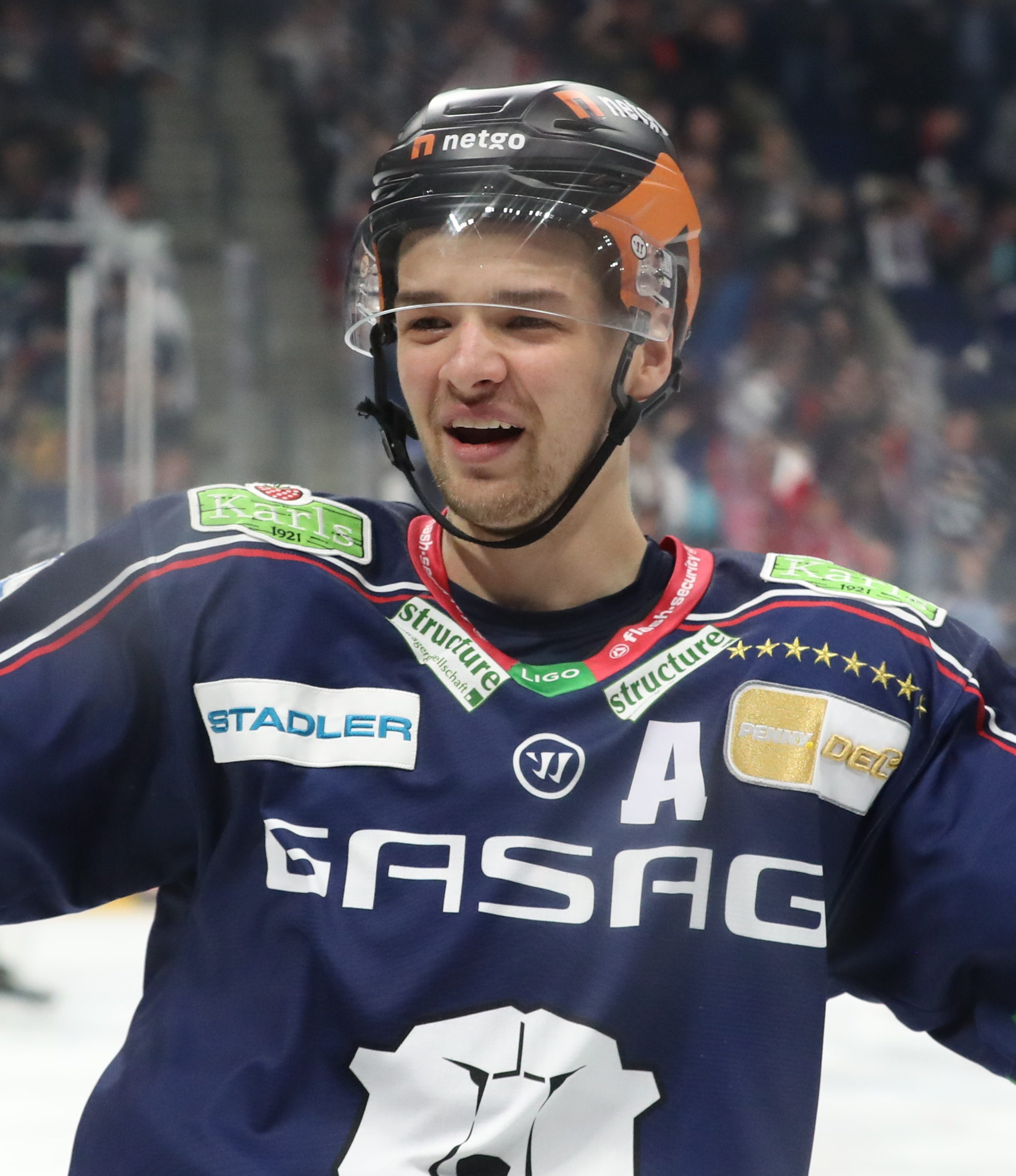
Wissmann im Trikot der Eisbären Berlin (2022)

Wissmann wechselte im Sommer 2012 von seinem Heimatverein Schwenninger ERC zu den Eisbären Berlin, wo er zunächst in der Jugend spielte. Anfang Oktober 2014 stand er für die Eisbären im Duell mit der Düsseldorfer EG erstmals in einem DEL-Spiel auf dem Eis. Zwischen 2014 und 2016 sammelte er dank einer Förderlizenz Spielpraxis bei den Dresdner Eislöwen in der DEL2. Fortan gehörte er fest zum Kader der Eisbären. Am Ende der Spielzeit 2020/21 gewann Wissmann mit den Eisbären die 100. Deutsche Meisterschaft, nachdem die Eisbären die DEL-Gruppe Nord auf dem ersten Rang abgeschlossen hatten. Die Hauptrunde der Saison 2021/22 beendete Wissmann mit seiner Mannschaft ebenfalls auf dem ersten Tabellenplatz und führte die Plus/Minus-Bilanz mit +31 an. Im Playoff-Finale besiegten die Eisbären den EHC Red Bull München mit 3:1-Siegen und Wissmann gewann seinen zweiten deutschen Meistertitel.
Nach der Spielzeit erhielt der Verteidiger einen Einstiegsvertrag über ein Jahr Laufzeit von den Boston Bruins aus der National Hockey League (NHL). Im Saisonverlauf kam er jedoch ausschließlich für deren Farmteam Providence Bruins in der American Hockey League (AHL) zu Einsätzen. Er bestritt 31 Partien für Providence und punktete dabei neunmal. Das Arbeitsverhältnis zwischen den Bruins und Wissmann wurde daraufhin nicht verlängert, sodass er im Juni 2023 nach Berlin zu den Eisbären zurückkehrte. Bei den Eisbären wurde der Deutsche vor der Saison 2023/24 zum Mannschaftskapitän ernannt und feierte mit dem Team am Saisonende den Gewinn seines dritten Meistertitels. In der Spielzeit 2024/25 folgte der vierte Titelgewinn.
Im August 2025 wurde der Vertrag Wissmanns vorzeitig um vier Jahre bis zum Sommer 2029 verlängert. Wenig später zog sich der Verteidiger im Training eine schwerwiegende Achillessehnenverletzung zu.

### International
Im Juniorenbereich spielte Wissmann mit den deutschen Junioren-Nationalteams bei der U18-Junioren-Weltmeisterschaft 2014 sowie den U20-Junioren-Weltmeisterschaften der Jahre 2015 in der Top-Division und – nach dem Abstieg – 2016 in der Division IA.
Für die deutsche A-Nationalmannschaft stand der Verteidiger bei den Weltmeisterschaften der Jahre 2022, 2023 und 2024 auf dem Eis. Im Jahr 2023 feierte er mit der Mannschaft den Gewinn der Silbermedaille, woran er mit neun Scorerpunkten maßgeblichen Anteil hatte.

## Erfolge und Auszeichnungen
- 2018 Deutscher Vizemeister mit den Eisbären Berlin
- 2021 Deutscher Meister mit den Eisbären Berlin
- 2022 Deutscher Meister mit den Eisbären Berlin
- 2024 Deutscher Meister mit den Eisbären Berlin
- 2025 Deutscher Meister mit den Eisbären Berlin

### International
- 2023 Silbermedaille bei der Weltmeisterschaft

## Karrierestatistik
Stand: Ende der Saison 2024/25

### International
Vertrat Deutschland bei:
| - U18-Junioren-Weltmeisterschaft 2014 - U20-Junioren-Weltmeisterschaft 2015 - U20-Junioren-Weltmeisterschaft der Division IA 2016 | - Weltmeisterschaft 2022 - Weltmeisterschaft 2023 - Weltmeisterschaft 2024 |

(Legende zur Spielerstatistik: Sp oder GP = absolvierte Spiele; T oder G = erzielte Tore; V oder A = erzielte Assists; Pkt oder Pts = erzielte Scorerpunkte; SM oder PIM = erhaltene Strafminuten; +/− = Plus/Minus-Bilanz; PP = erzielte Überzahltore; SH = erzielte Unterzahltore; GW = erzielte Siegtore; 1 Play-downs/Relegation; Kursiv: Statistik nicht vollständig)